# Oravački
Oravački ist ein serbischer Dialekt, der in und um Orahovac im Kosovo gesprochen wird und schätzungsweise 25000 Sprecher zählt.
Er stellt eine Variante des auf dem Altštokavischen basierendem Torlakischen dar. In geringem Maße wird es von den Minderheiten der Serben, der Roma, Aschkali und Ägypter genutzt. Diesen Dialekt spricht man in Orahovac, Prizren, Manastirica, Pousko und in weiteren Dörfern im Kosovo. Durch die fehlende Beziehung vieler albanischer Sprecher zu der serbischen Literatursprache, besonders seit den Entwicklungen im Kosovo nach 1999 muss Oravački für einen Großteil seiner Sprecher als dachloser Dialekt bezeichnet werden.

## Merkmale
Typisch ist neben allgemeinen Merkmalen des Torlakischen:
- Bildung von Fragen durch das davorsetzen von „A“ (vielleicht ein Einfluss des Albanischen)
A si spála?* („Hast du(f) geschlafen?“, Standardserbisch: Jesi li spavala?)

- Das zum -o vokalisierte -l in den männlichen Singular-l-Partizipien wird zu -ja*.
Ja sëm spája. („Ich habe geschlafen.“, Standardserbisch: Ja sam spavao.)

- Viele Übernahmen von Fremdwörtern, v. a. aus dem Türkischen, z. B. kërmíd* („Zwiebel“), džam* („Glas“)

- Eigene Vokabeln, die auf dem Leben in Rahovec basieren, z. B. pazár* („Samstag“, Samstag ist Markttag in Rahovec/Orahovac), u Ćéndru* („im Jugendzentrum/in das Jugendzentrum“ von dem albanischen Qendra rinore, aber mit einer (reduzierten) serbischen Grammatik, eher von Albanern verwendet), u Šíler* („im Jugendzentrum/in das Jugendzentrum“ von der deutschen Gründerorganisation „Schüler Helfen Leben“, eher von serbischen Sprechern verwendet)

- Regionale Ausdrücke: sédnem na nóge.* (wörtlich: „Ich sitze auf die Beine (den Beinen)*“, d. h. „ich stehe“, Standardserbisch: Ja sednem na nogama*, ja stojim)